# Skyfire (Browser)
Skyfire war ein Webbrowser für Smartphones und Tabletcomputer, der für die Betriebssysteme Android und iOS entwickelt worden ist. Die Versionen für Windows Mobile und Symbian wurden zum 31. Dezember 2010 eingestellt,  die Android-Version 2014, nachdem 2013 das Unternehmen Skyfire Labs an Opera Software ASA (heute Otello Corporation ASA) verkauft wurde. Das ehemalige Unternehmen Skyfire tritt heute als Tochtergesellschaft von Otello unter der Marke RocketColony auf.

## Funktionsweise
Der Browser verwendete die freie HTML-Rendering-Bibliothek WebKit.

### Bis Version 1.5
Der Client auf dem Handy stellte seine Anfragen nicht direkt an die gewünschte Seite, sondern an den Proxy-Server des Herstellers. Auf dem Server wurden die Seiten mit dem Firefox-Browser gerendert und anschließend als Bilder weiter zum Handy übertragen. Auch Inhalte die Plug-ins benötigen (z. B. Flash, Java), konnten so benutzt werden.

### Ab Version 2.0
Ab Version 2.0 wurde auf einen Proxy-Server verzichtet und der Browser stellte seine Anfragen nun mehr direkt an den gewünschten Server. Flashvideos wurden vom Proxy-Server in HTML5-Video konvertiert und verringern die Datenmenge gleichzeitig auch um bis zu 75 Prozent.

## Flash auf dem iPhone
Besonders große Aufmerksamkeit erhielt der Browser, da er Flash auf dem iPhone abspielen konnte.
Fünf Stunden nach der Veröffentlichung der Version 2.0 im App Store musste sie wieder zurückgezogen werden, da die große Nachfrage nach der Flashfunktion die Server sehr auslastete. Im Store wurde die Software dabei als „ausverkauft“ gekennzeichnet. Sie sollte wieder verfügbar sein, sobald die Serverkapazitäten ausgebaut sind.